# إيزكيل سيلاس سامبسون
إيزكيل سيلاس سامبسون (بالإنجليزية: Ezekiel S. Sampson)‏ هو محامي وقاضي وسياسي أمريكي، ولد في 6 ديسمبر 1831 في الولايات المتحدة، وتوفي في 7 أكتوبر 1892 في نفس البلد. حزبياً، نشط في الحزب الجمهوري. وقد انتخب عضو مجلس ولاية آيوا وانتخب عضو مجلس النواب الأمريكي.